# Prądnik Biały

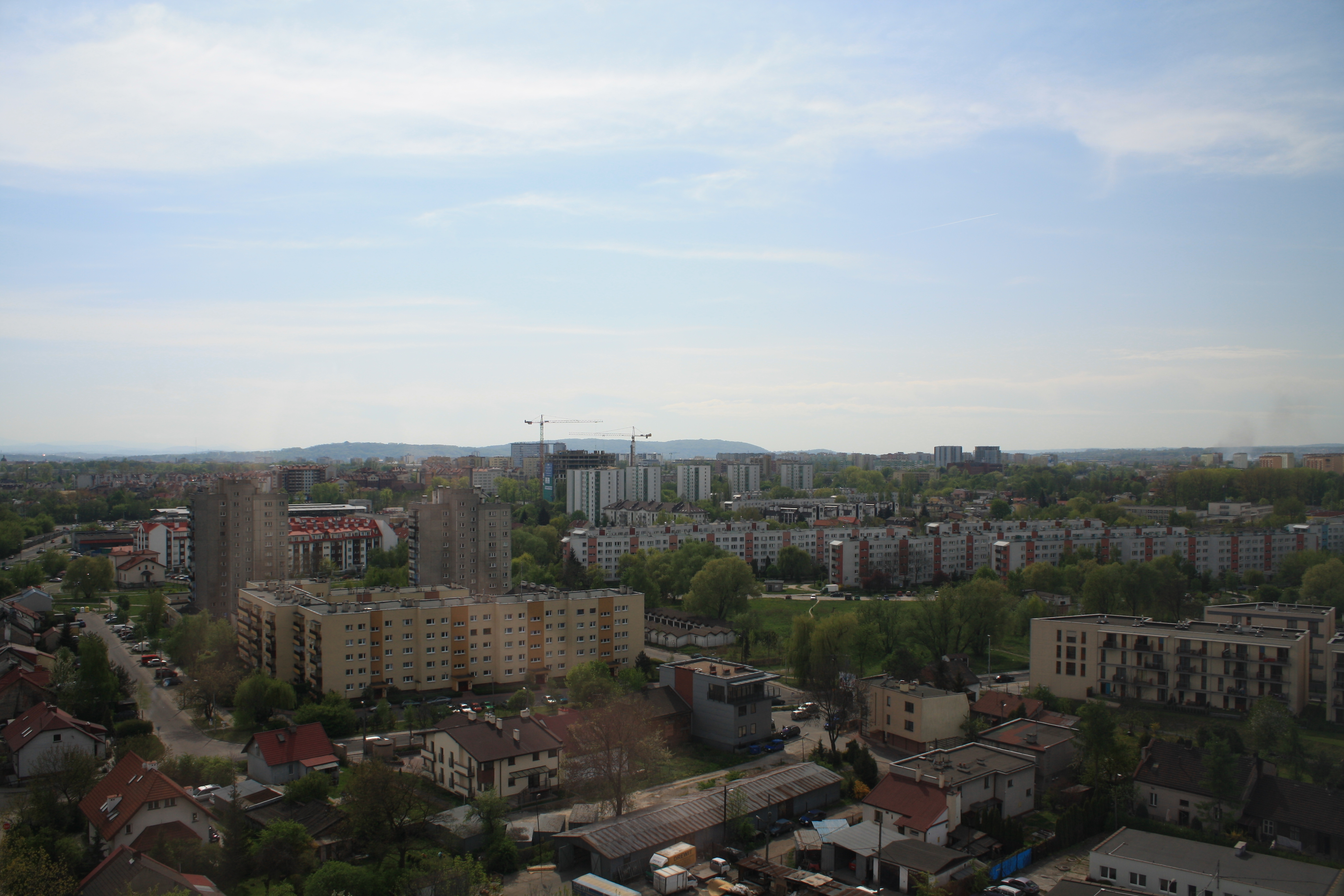
Überblick

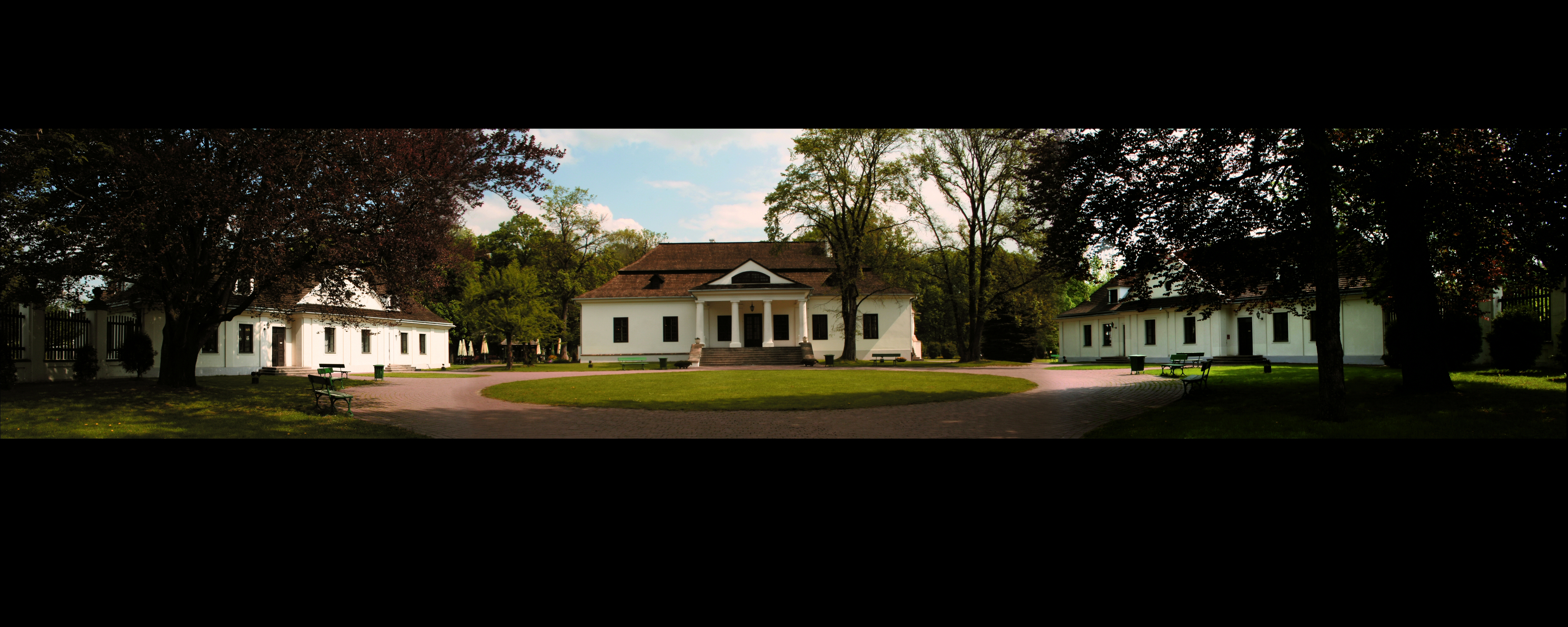
Gutshof

Prądnik Biały ist ein Stadtbezirk in Krakau sowie ein ehemaliges Dorf, am westlichen, rechten Ufer des Flusses Prądnik, im nördlichen Teil der Stadt Krakau in Polen.

## Geschichte
Im 12. Jahrhundert gehörte das Gebiet zur Benediktinerabtei Tyniec. Damit im Zusammenhang tauchten erste Erwähnungen auf, deren Datierung von vielen Forschern (Wojciech Kętrzyński, Stanisław Smolka und anderen) in Frage gestellt wurde. Der Ort wurde in einem Dokument von Gilo von Paris (wahrscheinlich aus den Jahren 1123–1125) als Prandnyk und in der 1229 erschienenen Päpstlichen Bulle als Prandnik erwähnt. Der Name ist vom gleichnamigen Fluss abgeleitet. Ein anderer Teil des Dorfs gehörte den Hospitalitern vom Heiligen Geist, die dort von Iwo Odrowąż, dem Bischof von Krakau, angesiedelt wurden. Die Hospitaliter gründeten ein Kloster und ein Krankenhaus in Prądnik, sie wurden aber 1244 in die Stadt Krakau umgesiedelt. Dieser Teil des Dorfs, heute Prądnik Biały, blieb in ihrem Besitz und wurde später in die zwei Dörfer Prądnik Duchacki (Duchacy war ein anderer Name der Hospitaliter) und Prądnik Biskupi (bischöflich) benannt, um sie von Prądnik tyniecki (jetzt Prądnik Czerwony) zu unterscheiden. 1529 hieß es Klein-Prądnik (Prądnik Maly). Das Adjektiv Biały erschien im 19. Jahrhundert, von den weißen Karsterscheinungen des Krakau-Tschenstochauer Jura abgeleitet.
Im späten 15. Jahrhundert wurden einige Vorwerke und die Mühle von Krakauer Bürgern (oft mit Namen deutscher Herkunft wie Hanusbork, Hanhess oder Hamerlin) gegründet. Eines der Vorwerke gehörte ab 1479 Jan Długosz, der Prądnik als eine Vorstadt von Krakau bezeichnete. Damals wurde dort auch die Papierfabrik von Fryderyk Schyling aus Wissemberg errichtet, in den Jahren 1510–1525 im Besitz von Johann Haller, der als einer der Begründer des Buchdrucks in Polen gilt. Im Jahr 1547 wurde die bischöfliche Residenz erbaut, später u. a. von Jan Kochanowski, Szymon Szymonowic und Łukasz Górnicki besucht. 1574 wurde dort Heinrich III. feierlich begrüßt. Das Dorf wurde im Jahr 1587 durch die Kämpfe zwischen Maximilian III. aus dem Haus Österreich und Jan Zamoyski zerstört. 1789 wurde das Dorf vom Vierjährigen Sejm dem Schatz der polnischen Armee zugeteilt.
Bei der dritten Teilung Polens wurde es 1795 Teil des habsburgischen Kaiserreichs. In den Jahren 1815–1846 gehörte das Dorf zur Republik Krakau, 1846 wurde es als Teil des kurzlebigen Großherzogtums Krakau in die Länder des Kaisertums Österreich annektiert. Ab dem Jahr 1855 gehörte es zum Bezirk Krakau.
Im Jahr 1900 hatte die Gemeinde Prądnik Biały mit den Ortsteilen Górka Narodowa und Witkowice 483 Hektar Fläche, 137 Häuser mit 1324 Einwohnern, davon alle polnischsprachig, die Mehrheit römisch-katholisch (1286), 38 Juden.
Am 1. April 1910 wurde ein kleiner Teil der Gemeinde an der Grenze zu Krowodrza nach Krakau eingemeindet, der Rest im Jahr 1941 von den deutschen Besatzern.
In den Jahren 1975 bis 1985 wurden die Plattenbau-Siedlungen Prądnik Biały Zachód (West) und Prądnik Biały Wschód (Ost) errichtet. Der Stadtteil hat jetzt etwa zehntausend Einwohner.

## Stadtbezirk

Dzielnica IV Prądnik Biały

Bis zum Jahr 1990 gehörte Prądnik Biały zum Stadtbezirk Krowodrza. Der gegenwärtige Stadtbezirk Dzielnica IV Prądnik Biały hatte 2016 69.661 Einwohner und 23,42 km² Fläche. Er umfasst die ehemaligen Orte bzw. Siedlungen:
- Prądnik Biały
- Azory
- Bronowice Wielkie
- Osiedle Gotyk
- Górka Narodowa
- Górka Narodowa Wschód
- Górka Narodowa Zachód
- Osiedle Krowodrza Górka
- Osiedle Witkowice Nowe
- Tonie
- Witkowice
- Żabiniec